# Dicranomyia norfolcensis
Dicranomyia norfolcensis är en tvåvingeart som beskrevs av Alexander 1922. Dicranomyia norfolcensis ingår i släktet Dicranomyia och familjen småharkrankar. Inga underarter finns listade i Catalogue of Life.